# Ми з Уралу
«Ми з Уралу» (рос. «Мы с Урала») — радянський чорно-білий художній фільм, знятий на кіностудії «Союздитфільм» в 1943 році під час евакуації в місті Сталінабад.

## Сюжет
Двоє підлітків, що працюють після закінчення училища на великому уральському військовому заводі, рвуться на фронт, куди медсестрою вже пішла сестра одного з них. Їх будні, юнацькі закоханості і складають сюжет фільму.

## У ролях
- Олексій Консовський —  Кузьма Заварін
- Олександр Михайлов —  Ваня Томакуров
- Яніна Жеймо —  Віра Заваріна
- Георгій Мілляр —  дід Томакуров
- Гліб Флоринський —  майор Ігнатьєв
- Марія Виноградова —  Соня
- Марія Барабанова —  Капа Хорькова
- Петро Галаджев —  художник заводу
- Микола Граббе —  Павка Дроздов
- Сергій Комаров —  Юрій Павлович
- Леонід Кровицький —  Бабкін
- Сергій Мартінсон —  керівник танцювального гуртка
- Євгенія Мельникова —  секретар комітету комсомолу заводу
- Лідія Сухаревська —  Марія Василівна
- Сергій Філіппов —  Андрій Степанович
- Іван Рижов —  Іван Дмитрович
- Сергій Троїцький — керівник хорового гуртка
- Ніна Нікітіна — епізод

## Знімальна група
- Режисери-постановники: Лев Кулєшов, Олександра Хохлова
- Автори сценарію: Євген Помєщиков, Микола Рожков
- Оператор-постановник: Іван Горчилін
- Художник-постановник: Людмила Блатова
- Звукорежисер: Микола Озорнов
- Композитор: Сергій Потоцький
- Текст пісень: Павло Герман